# Gojko Stanič
Gojko Stanič, slovenski politolog, politik, publicist in pedagog, * 15. maj 1940, Ljubljana.
Gojko Stanič je diplomiral na Pravni fakulteti v Ljubljani leta 1963. Leta 1975 je bil štipendist Eisenhowerjeve fundacije. Leta 1982 je doktoriral na temo »Marxova in Engelsova teorija partije«.
Od leta 1963 do leta 1974 je delal dve leti v vodstvu Slovenske mladinske organizacije, od leta 1966 pa do leta 1969 v vodstvu Mestne organizacije ZK Ljubljana, nato od leta 1969 do leta 1974 kot sekretar Univerzitetnega komiteja Zveze komunistov Slovenije in kot član sekretariata Centralnega komiteja ZK Slovenije. Univerzitetni komite ZKS je pod njegovim vodstvom deloval zelo svobodno, demokratično in avtonomno. Na svojo željo se je leta 1974 poslovil od politike in se usmeril v temeljno družboslovno raziskovalno delo.  
Leta 1978 se je zaposlil na Fakulteti za elektrotehniko in računalništvo, kjer je leta 1986 postal redni profesor. Predaval je osnove sociologije in politologije. V letu 1985 je prejel nagrado Sklada Borisa Kidriča za knjigi »Marxova in Engelsova teorija partije« in »Članstvo revolucionarne avantgarde«. V disertaciji na temo »Marxova in Engelsova teorija partije«  je poudarjal, da sta bila oba zagovornika večstrankarske parlamentarne demokracije in svobodnega tiska. Skupaj z raziskovalci tehničnih ved je raziskoval probleme družbenih vidikov robotizacije in razvil metodologijo uvajanja robotov na delovna mesta. 
Na pobudo inženirjev robotike se je lotil problema nujno pomembne preobrazbe družbene lastnine, tako da se spremeni odnos do kapitala in samoupravljavce preobrazi v odgovorne partnerske solastnike podjetij. Zagovarjal je teorijo, po kateri je podjetje lahko uspešno predvsem pod pogojem, da ga vodijo izjemno ustvarjalni poslovodni delavci, ki imajo pri upravljanju partnerske družbe večino glasov ali pa tolikšna pooblastila, da lahko ščitijo dolgoročne razvojne interese podjetja proti kratkoročnim zahtevam delničarjev po izplačevanju prevelikega dela dobička in zaposlenih po izplačevanju nerealno visokih plač. Od leta 1989, ko je objavil prvi statut partnerske delniške družbe , je vedno zagovarjal tezo, da mora imeti vsak zaposleni obvezno minimalni kapital, vsi zaposleni pa naj skupno trajno obvladujejo kontrolni delež osnovnega kapitala. Zagovarjal je načela ekonomske demokracije, dominacije srednjih družbenih slojev in polne zaposlenosti vsega aktivnega prebivalstva. 
V razdobju od leta 1986 do 1988 je s svojimi znanstvenimi deli in neposrednim vplivom na liberalno antidogmatsko usmerjeni krog politikov bistveno prispeval k osvojitvi pogleda na pozitivno vlogo kapitala v družbi, uvedbo večstrankarske parlamentarne demokracije in vstop naše države v Evropsko skupnost. V knjigi "Ustava svobode" (februar 1988)  je razvil pot prehoda v družbeno ureditev ekonomske demokracije, zlasti s konkretizacijo prehoda od družbene lastnine na zasebno partnersko lastnino podjetij. Maja 1988 je pod vplivom njegove vizije ZK sprejela stališče o svobodni konkurenci različnih lastninskih oblik podjetij. Načela svobode podjetništva so bila takoj uvedena v jugoslovansko ustavo in zakon o podjetjih. Njegove teorije in nastopi na 14. Kongresu ZKJ ter na posvetu Zveznega izvršnega sveta 24. maja 1990 so se v juniju in avgustu leta 1990 odrazile v Markovićevem zakonu o internih delnicah. V avgustu 1990 je razvil modele aktov, ki so jih podjetja potrebovala za preobrazbo v delniške družbe.  
V letu 1991 je ustanovil svetovalno podjetje SOCIUS, d.d., Ljubljana in v letu 1994 Inštitut za delničarstvo, Ljubljana. Ostro je nasprotoval podržavljenju samoupravnih podjetij in degradiranju samoupravljavcev v mezdne delavce domače tajkunske elite in tujega kapitala. Zato od uvedbe demokracije leta 1990 doživlja blokado v tisku. Teorijo partnerske delniške družbe je preizkušal v praksi, saj je kot svetovalec sodeloval pri lastninjenju več kot 180 samoupravnih podjetij.
Od septembra 1991 je bil zaposlen v SOCIUS, d.d., Ljubljana, nato pa od leta 1997 na svojem Inštitutu za delničarstvo. Od leta 1989 je poleg teoretičnih knjig razvijal tudi uporabne modele splošnih pravnih aktov in pogodb, s pomočjo katerih v praksi podjetij uveljavlja svojo teorijo partnerske družbe. V oktobru 2009 se je, ob sodelovanju inženirjev, lotil problematike slovenske energetike. Ugotavlja, da je njegov način prehranjevanja mestnega prebivalstva z velikim delom lastnega sadja in zelenjave izrednega pomena za  človeštvo. Zato je s sodelavci junija 2018 ustanovil zadrugo SULIGREEN, zadruga za trajnostno prebivanje z.o.o., Ljubljana. Uspešno so zaključili projektiranje hiš iz lesa, ki omogočajo samooskrbo s sončno energijo za vse potrebe zgradbe in za osebna vozila in samooskrbo z zelenjavo in sadjem. Skupno s sodelujočimi intelektualci je v vlogi predsednika Slovenskega razvojnega sveta, aprila 2021 napisal študijo »Slovenska podnebna nevtralnost do leta 2030«. 

## Pomembnejša samostojna dela
- ZDA na križpotju, Mladinska knjiga, 1975 (COBISS)
- Razvoj Marxove in Engelsove teorije partije, Komunist, 1984 (COBISS)
- Družbeni vidiki robotizacije, Fakulteta za elektrotehniko in računalništvo, 1984 (COBISS)
- Kako naprej: pomisleki ob osnutkih dokumentov, ki obravnavanjo pota preseganja krize, Ljubljana: Delavska enotnost, 1986 (COBISS)
- Kako dalje, Beograd, RO "Centar" OOUR "Grafo Servis", 1986
- Znanstvena in tehnološka politika Švedske in Norveške, Ljubljana, ZOTKS, 1988 (COBISS)
- Naučna i tehnološka politika Švedske i Norveške, Ljubljana, ZOTKS, 1988
- Demokratična partija, Ljubljana, ZOTKS, 1988 (COBISS)
- Ustava svobode, Ljubljana, ZOTKS, 1988 (COBISS)
- Ustav slobode, Ljubljana, ZOTKS, 1988 (COBISS)
- Oblast in lastnina, Ljubljana, Moja delnica d.o.o., 1991 (COBISS)
- Vlast i vlastništvo, Ljubljana, Moja delnica d.o.o., 1991
- Moje delnice 1, Ljubljana, Socius d.d., 1993 (COBISS)
- Moje delnice 2, Ljubljana, Socius d.d., 1994 (COBISS)
- Vsakemu svoje; prva in druga izdaja 4-65, 1992 (A. Bajt, S. Pretnar, G. Stanič, P. Glavič, J. Pučnik) (COBISS)
- The partnerized joint stock company, Inštitut za delničarstvo, 1997 (COBISS)
- Splošni akti delniške družbe, Inštitut za delničarstvo, 1998
- Manifest nove ekonomije, Inštitut za delničarstvo (G. Stanič, V. Merhar, V. Rupnik, M. Mihelčič, P. Štular, P. Glavič), 2001 (COBISS)
- Načela sreče, Trajnostni način življenja človeštva, G.STANIČ-SVETOVANJE d.o.o., 2010 (COBISS)
- Moč svobode, G.STANIČ-SVETOVANJE d.o.o., 2011 (COBISS)
- Sonaravni vrt na strehi, G.STANIČ-SVETOVANJE d.o.o., 2012 (COBISS)